# Метатеорема
Метатеорема —  логическое утверждение о формальной системе, доказанное на метаязыке. В отличие от теорем, доказанных в рамках данной формальной системы, метатеорема доказывается в рамках метатеории и может ссылаться на понятия, которые присутствуют в метатеории, но не в теории объектов.
Формальная система определяется формальным языком и дедуктивной системой (аксиомами и правилами вывода). Формальная система может быть использована для доказательства конкретных предложений формального языка с помощью этой системы. Метатеоремы, однако, доказываются внешне по отношению к рассматриваемой системе, в ее метатеории. Общие метатеории, используемые в логике, - это теория множеств (особенно в теории моделей) и примитивная рекурсивная арифметика (особенно в теории доказательств). Вместо того чтобы демонстрировать доказуемость конкретных предложений, метатеорема может показать, что каждое из широкого класса предложений может быть доказано, или показать, что некоторые предложения не могут быть доказаны.

## Примеры
Примеры метатеорем включают:
- Теорема дедукции для логики первого порядка гласит, что предложение вида {\displaystyle \varphi \rightarrow \psi } доказуемо из набора аксиом "A" тогда и только тогда, когда предложение {\displaystyle \psi } доказуемо из системы, аксиомы которой состоят из {\displaystyle \varphi } и всех аксиом "A".
- Теорема о существовании классов теории множеств фон Неймана–Бернейса–Геделя гласит, что для каждой формулы, кванторы которой варьируются только по множествам, существует класс, состоящий из множеств, удовлетворяющих формуле.
- Доказательства непротиворечивости таких систем, как арифметика Пеано.

## Внешние ссылки
- Meta-theorem at Encyclopaedia of Mathematics
- Barile, Margherita. Metatheorem (англ.) на сайте Wolfram MathWorld.